# كريم الراوي
كريم الراوي هو كاتب وروائي وكاتب للأطفال وكاتب مسرحي وناشط حقوقي كندي-إنجليزي من أصل مصري، ولد في مدينة الإسكندرية في مصر. هاجرت عائلته إلى إنجلترا ثم إلى كندا. كان زميلًا للكتابة الدولية بجامعة آيوا وقام بتدريس الكتابة الإبداعية في برنامج الكتابة الدولية بالجامعة. قام بالتدريس في جامعات المملكة المتحدة ومصر والولايات المتحدة وكندا.

## أدب الأطفال
كتب الراوي كتابين مصورين للأطفال: الفتاة التي فقدت ابتسامتها والفأر الذي أنقذ مصر .

## المسرح
كتب الراوي العديد من المسرحيات باللغة العربية والإنجليزية، منها أربع مسرحيات باللغة العربية اثنتان منها في مسرح والاس. ومنها مسرحية مدينة السلام حيث عرض فيها قصة حياة الشاعر الصوفي الحسين بن منصور الحلاج الذي أُعدم في بغداد في القرن العاشر بتهمة الزندقة.

### الاحتجاز بسبب مسرحية مدينة السلام
في عام 1993 أصدرت الجماعة الإسلامية في مصر فتوى ضده، مستشهدة كسبب للدفاع عن فرج فودة وذكر أن «الدفاع عن المرتد دليل على الردة». تم سحب الفتوى بعد تدخل المنظمة المصرية لحقوق الإنسان. بعد ستة أشهر، تم اعتقال الراوي واستجوابه من قبل أمن الدولة المصري. تم احتجازه بدون اتهامات. عند إطلاق سراحه، قيل له إن مراقب الدولة اعتبر مسرحية مدينة السلام تجديفًا، وأن جميع مسرحياته في المسرح حُرمت من ترخيص أداء.

## منتجات أخرى
كتب كريم الراوي في الإذاعة والتلفزيون في هيئة الإذاعة البريطانية، وكذلك للتلفزيون في القناة الرابعة في المملكة المتحدة.

## جوائز
حازت قصص الراوي ومسرحياته وإنتاجاته على العديد من الجوائز منها:
- جائزة جون وايتنج، أفضل مسرحية جديدة في المملكة المتحدة.
- جائزة صموئيل بيكيت، المملكة المتحدة.
- جائزة مهرجان آسيا للكتاب (معهد الكومنولث، لندن)، الكاتب المسرحي الجديد الواعد، المملكة المتحدة.
- حائز على جائزة وزارة الثقافة والشباب مرتين، مصر.
- جائزة مسرح جيسي ريتشاردسون، كندا.
- الجائزة الوطنية للكتابة المسرحية، كندا.
- جائزة التميز لمسرح الصحافة الحرة، الولايات المتحدة الأمريكية.

كان كتابه للأطفال «الفتاة التي فقدت ابتسامتها» الفائز بالجائزة الذهبية لمجلة بارينتس لعام 2002 وكان الفائز النهائي بجائزة كنتاكي بلوجراس للكتاب 2002.
تم إدراج كتابه المصور «الفأر الذي أنقذ مصر» لجائزة الشعب في المملكة المتحدة.
حصل على جوائز الكاتب من مجلس الفنون في بريطانيا العظمى ومن المجلس الكندي للفنون.